# Makotertî (Verhivsk), Rivne
Makotertî (în ucraineană Макотерти) este un sat în comuna Verhivsk din raionul Rivne, regiunea Rivne, Ucraina.

## Demografie
Componența lingvistică a localității Makotertî
     Ucraineană (100%)
Conform recensământului din 2001, toată populația localității Makotertî era vorbitoare de ucraineană (100%).